# LGS 3
LGS 3 (PGC 3792, nazywana też Karłem Ryb, ang. Pisces Dwarf) – karłowata galaktyka nieregularna w gwiazdozbiorze Ryb. Jest członkiem Grupy Lokalnej i prawdopodobnie satelitą Galaktyki Trójkąta.
Odkryli ją wraz z LGS 1, LGS 2, LGS 4 i LGS 5 Charles Kowal, K.Y. Lo i W.L.W. Sargent na zdjęciach otoczenia Galaktyki Andromedy wykonanych w październiku 1978 przy użyciu 1,2-metrowego teleskopu na Mount Palomar. Skrót LGS oznacza przypuszczalnego członka Grupy Lokalnej (ang. Local Group Suspected). Przynależność ta została dowiedziona rok po odkryciu (1979) przez T.X. Thuana i G.E. Martina, którzy obliczyli też masę wodoru w galaktyce na około 200 tys. M☉.
Galaktyka znajduje się w odległości około 2,5 mln lat świetlnych od Słońca i zbliża się z prędkością około 287 km/s. Możliwe, że LGS 3 należy do typu przejściowego pomiędzy karłowatą galaktyką nieregularną a sferoidalną.
W pobliżu galaktyki LGS 3 odkryto chmurę HVC oznaczoną HVC 127-41-330.